# STUDIO 4℃
STUDIO 4℃는 일본의 애니메이션 기업이다. 1986년 설립되었다.

## 제작
- 해수의 아이